# Walter de Stapledon

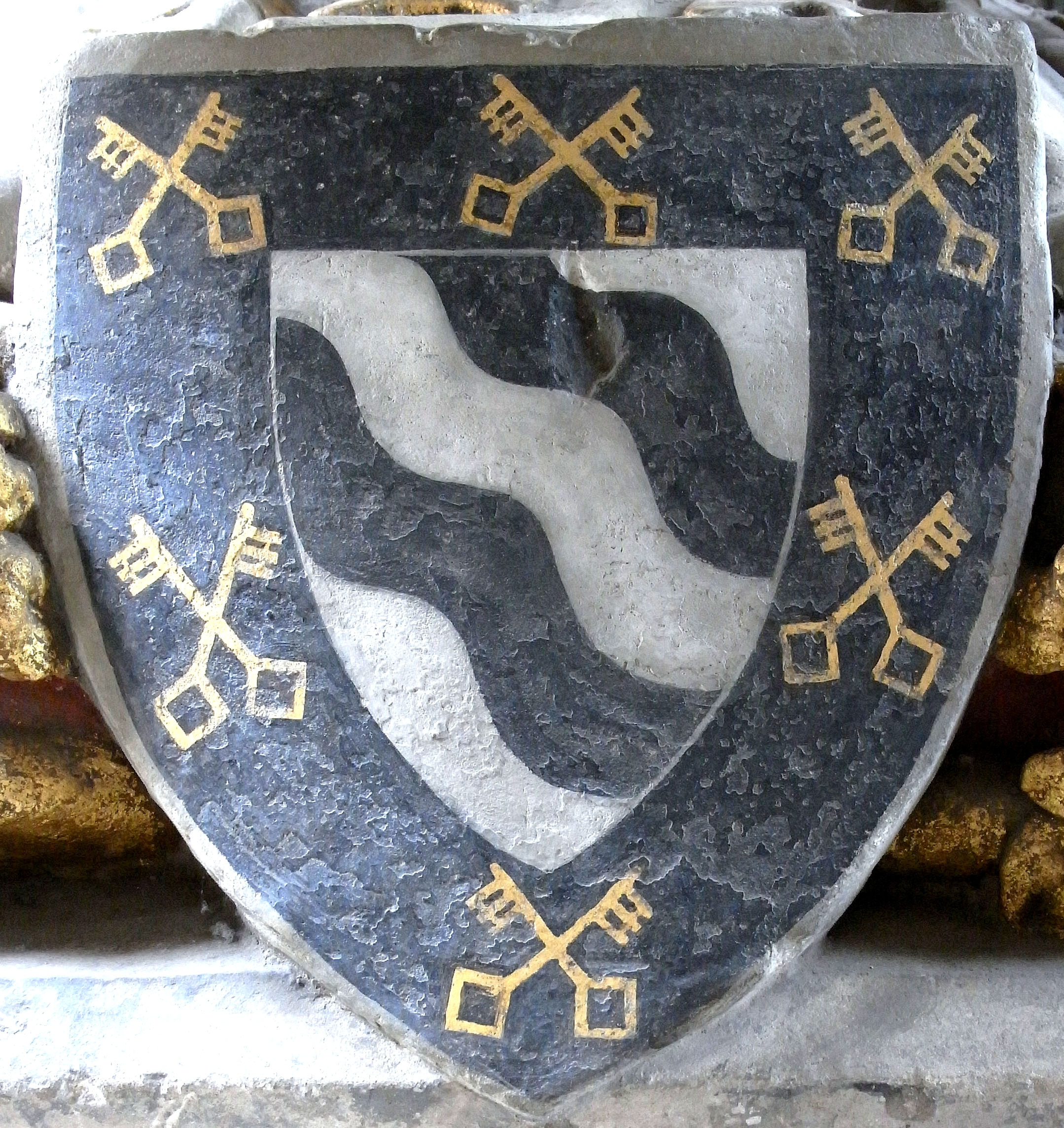
Blasón del obispo Walter de Stapledon (1261-1326), obispo de Exeter, detalle de su monumento en la catedral de Exeter: Sobre plata, dos bandas pequeñas ondulantes en sable (Stapledon) dentro de una bordura de lo último cargada con seis pares de llaves de oro cruzadas con los dientes arriba y hacia el exterior (bordura del obispo Stapledon)

Walter de Stapledon (o Stapeldon) (1 de febrero de 1261 – 15 de octubre de 1326) fue obispo de Exeter entre 1308-1326 y dos veces Lord gran tesorero de Inglaterra, en 1320 y 1322. Fundó el Exeter College en Oxford y contribuyó con liberalidad a la reconstrucción de la catedral de Exeter. Su tumba y monumento, de gran importancia arquitectónica, se conserva en la catedral de Exeter. 

## Orígenes
Walter Stapledon nació en Annery en la parroquia de Monkleigh, norte de Devon, Inglaterra, hijo de Sir Richard Stapledon, descendiente de una familia noble. Los Stapledon eran originarios de Stapledon, en la parroquia de Cookbury, cerca de Holsworthy, también en Devon.

## Carrera
El 13 de marzo de 1307 Stapledon fue nombrado obispo de Exeter, y fue consagrado el 13 de octubre de 1308. Participó en embajadas a Francia para dos reyes, Eduardo I y Eduardo II, y atendió a los consejos y los parlamentos que se celebraron en su época. Dos veces lo nombraron Lord gran tesorero de Inglaterra, en 1320 y 1322,

## Fundación del colegio Exeter, Oxford
Stapeldon fundó el Exeter College en Oxford, que se originó en Stapeldon Hall, creado en 1314 por el obispo y su hermano mayor, Sir Richard Stapeldon, un juez de la justicia real, cuyo monumento con efigie también existe en la catedral de Exeter cerca de la de su hermano. El colegio fue muy frecuentado por los hijos de los caballeros de Devon durante muchos siglos. La heráldica del colegio es la del obispo Stapledon.

## Fallecimiento
Stapledon fue asociado, en el creer popular, con las fechorías del rey Eduardo II, y en consecuencia, después de que el rey huyera ante el avance de las tropas de Isabel de Francia, fue asesinado en Londres por la masa el 15 de octubre de 1326.

## Monumento

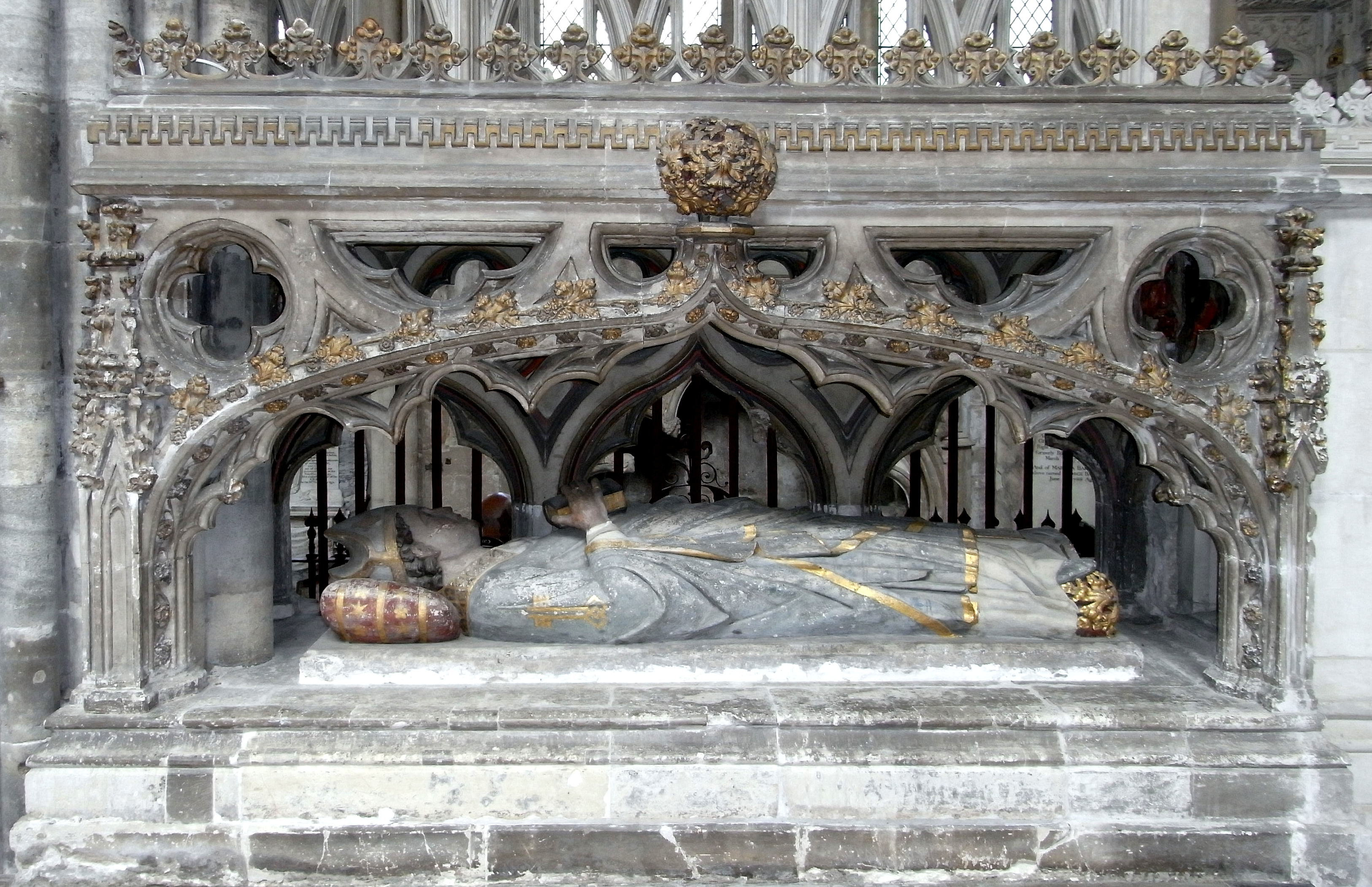
Monumento al obispo Walter Stapledon, en la catedral de Exeter

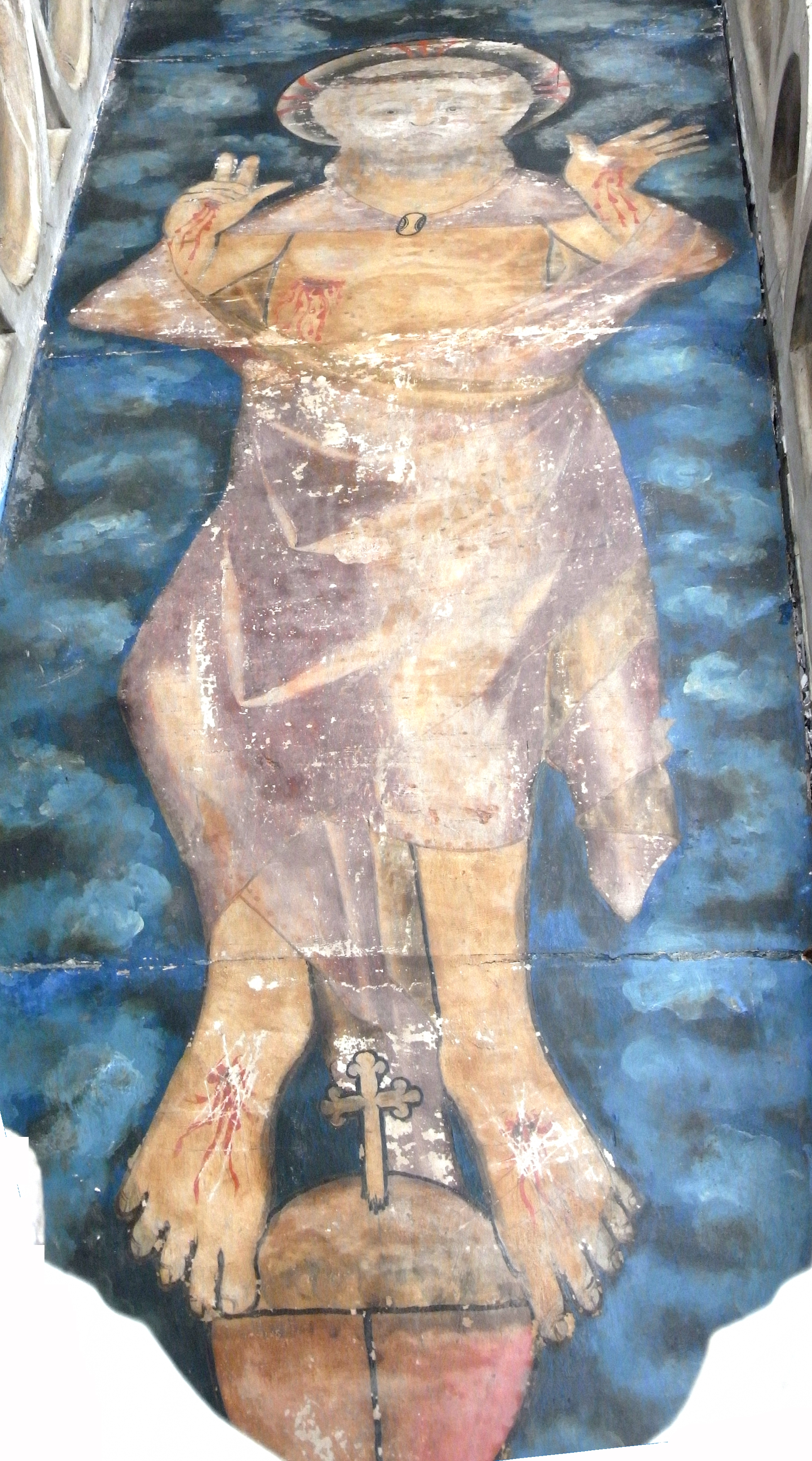
Pintura mural h. 1326 sobre el techo del dosel del monumento al obispo Walter Stapledon, ern la catedral de Exeter

El monumento de Stapledon se encuentra en la catedral de Exeter en el coro en el lado septentrional del altar mayor, y es el monumento más importante del siglo XIV de la catedral. Está formado por la efigie recostada dentro de un dosel gótico hecho todo ello de piedra de Beer. El esquema de color data de una restauración de principios del siglo XIX habiéndose restaurado de nuevo desde entonces (véase debajo). La efigie lo muestra in pontificalibus y sostiene en su mano izquierda un báculo y en su mano derecha un libro. En el exterior de la tumba a sus pies hay un escudete heráldico con las armas del obispo. Sobre el techo del dosel, invisible al observador poco atento, pero mirando hacia abajo a la efigie del obispo, hay una pintura contemporánea de Cristo mostrando sus Cinco llagas de Jesucristo. En 1733 el monumento fue reparado a costa del Exeter College, Oxford, su fundación, y fue aparentemente repintado con colores brillantes. En el verano de 1805 sin embargo, bajo la dirección del obispo John Fisher (reinado: 1803-1807) se eliminaron "los colores chillones con los que todo el monumento había sido pintado". A finales de los años cincuenta se restauró el monumento y se volvió a colorear. En los ochenta, se restauró la pintura medieval del techo del dosel.

## Citas
1. ↑  John Prince, Danmonii Orientales Illustres: Or, the Worthies of Devon, publicado por vez primera h. 1701, edición de 1810, pág. 722
2. 1 2  Fryde, et al. Handbook of British Chronology p. 246
3. 1 2  Buck "Stapeldon, Walter (b. in or before 1265, d. 1326)" Oxford Dictionary of National Biography
4. ↑  Fryde, et al. Handbook of British Chronology p. 105
5. ↑  Erskine, Audrey, Exeter Cathedral: A Short History & Description, (revised edition of 1973 work of Hope, Rev. Vyvyan & Lloyd, John), Exeter, 1988, pp.103-4
6. 1 2  Erskine, p.103
7. ↑  Erskine, p.104
8. 1 2  Erskine, p.126
9. ↑  De una nota coetánea (D & C Exeter MS 3549E, 60), citada por Erskine, p.126
10. ↑  Erskine, p.89
11. ↑  Erskine, pp.93-4